# Station Tilburg

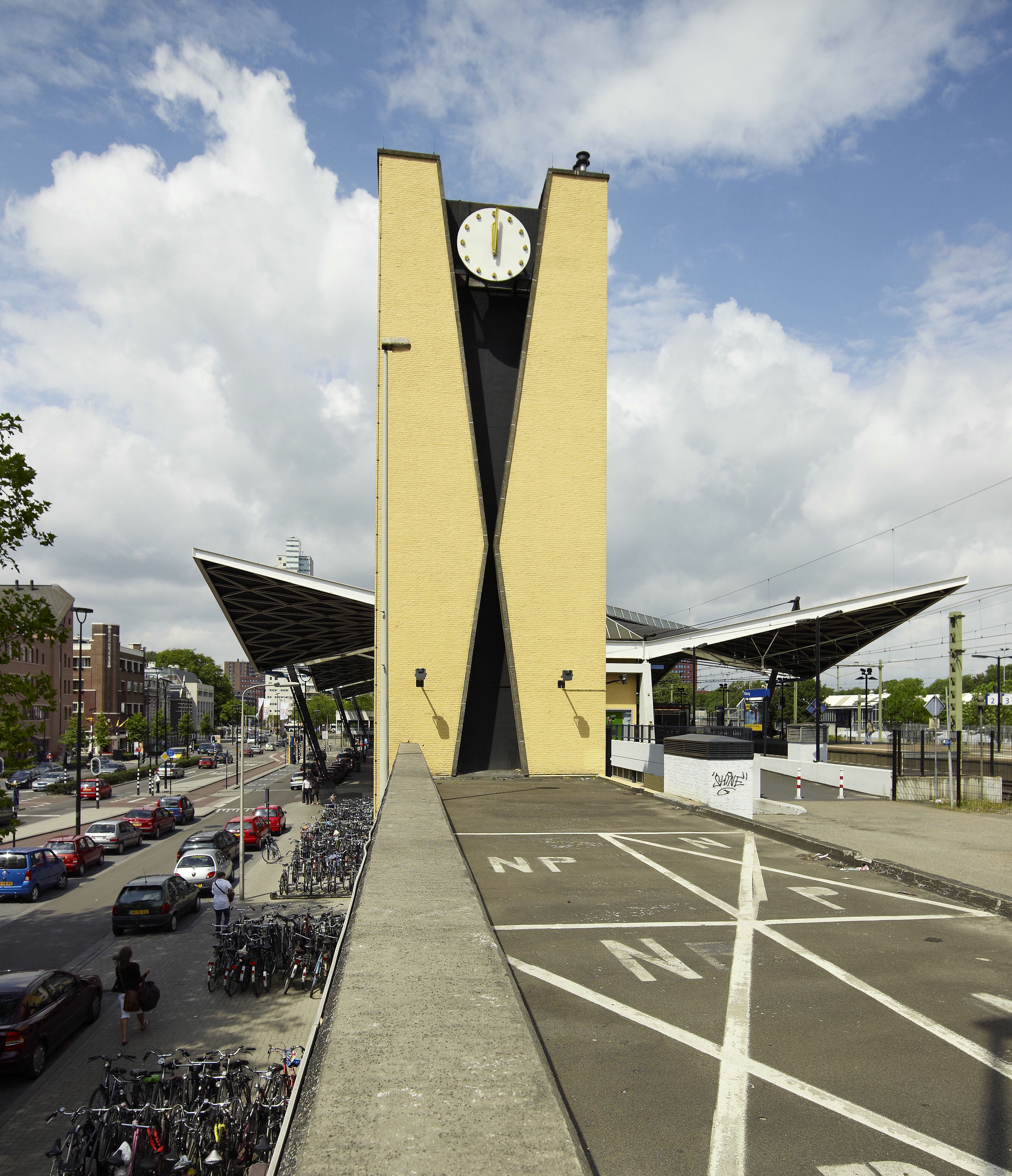
De wasknijper, de klokkentoren van het station in 2013, kort voor het begin van de verbouwing. Rechts van de toren, achter de rood-witte paaltjes, is de oprit naar de autoslaaptreinen en het hooggelegen parkeerdek voor langparkeren te zien. Geheel links loopt de Spoorlaan; de geparkeerde auto's staan langs de voorrijstrook die inmiddels verdwenen is, evenals de fietsenstalling.

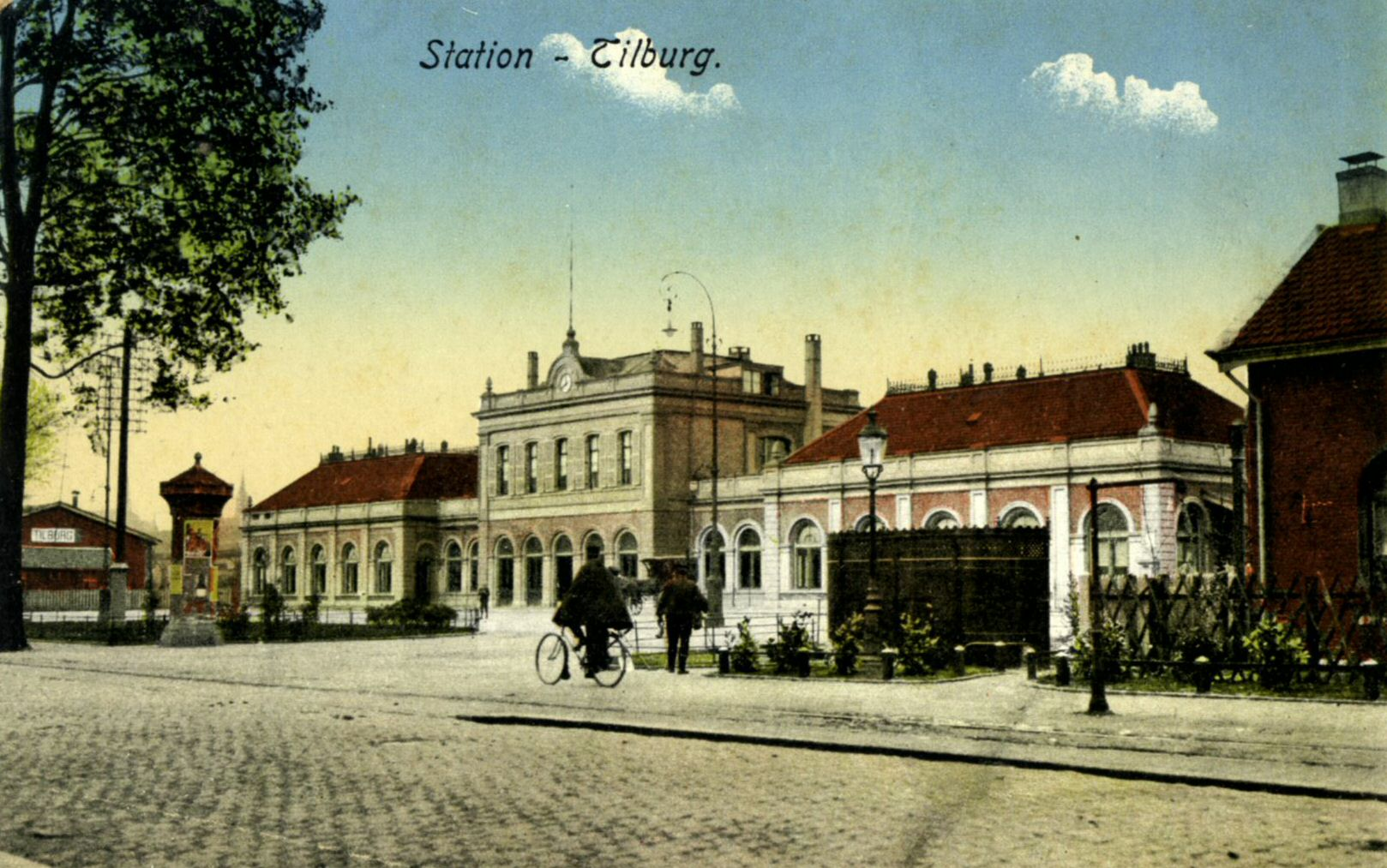
Het oude station van Tilburg in 1920.

Station Tilburg is het centrale trein- en busstation van Tilburg  in de Nederlandse provincie Noord-Brabant.

## Geschiedenis
Het eerste, neoclassicistische station werd in de 19e eeuw aangelegd ten noordwesten van de stedelijke kern; noordelijker lagen nog wel herdgangen, deels verbonden door lintbebouwing. Het station was een Waterstaatstation van de derde klasse en was een van de negen stations die ooit in deze klasse was gebouwd. Het gebouw was ontworpen door de ingenieur Karel Hendrik van Brederode en was geopend op 5 oktober 1863. Het station markeerde toen het eindpunt van de spoorlijn Breda – Tilburg (staatslijn E). 
Aan de noordkant van het Tilburgse station lag een groot open gebied, waarop vanaf 1866 het gebouwencomplex van 'De Ateliers' van de Maatschappij tot Exploitatie van Staatsspoorwegen gevestigd werd. De vestigingsplaats van de Ateliers werd bepaald door de ligging aan staatslijn E, de eerste van de staatslijnen. De Ateliers ontwikkelden zich afgeschermd van de stad tot de Hoofdwerkplaats Tilburg van de NS. Het terrein, dat wel 'de verboden stad' genoemd werd, is begin 21e eeuw vrijgekomen en staat sindsdien algemeen bekend als de Spoorzone.
Begin jaren 60 moest er een hoogspoor aangelegd worden, waardoor het eerste station in 1961 moest wijken. Direct na de sloop begon de nieuwbouw. Dit hoogspoor was in 1962 grotendeels gereedgekomen, maar werd nog tot 1964 afgewerkt. Tijdens de bouw van het nieuwe station op de plaats van het oude moesten reizigers gebruik maken van een noodstation, een voormalige locomotievenloods bij het busstation aan de zuidzijde. In 1965 is een nieuw station gebouwd door de spoorwegarchitect Koen van der Gaast gebouwd, en wordt gekenmerkt door een houten dakconstructie van hypparschalen. Het gebouw in modernistische wederopbouwstijl trok internationale aandacht vanwege de vormgeving en de bijzondere oplossingen voor het krappe perceel waarop gebouwd werd. Het wordt van 2013 tot 2025 grootschalig vernieuwd. 

## Architectuur
Het huidige stationsgebouw, naar een ontwerp van Koen van der Gaast, kwam gereed in 1965, vier jaar na de afbraak van het oude. Het wordt gezien als een hoogtepunt in het oeuvre van deze stationsarchitect en is sinds 2016 een rijksmonument, met monumentnummer 532141. Het bestaat voornamelijk uit een hoge, opmerkelijk vormgegeven overkapping van hypparschalen die zwevend aan stalen dragers hangt, wat bekendstaat als 'het kroepoekdak'. Perrons, dienstruimtes, restauratie en andere faciliteiten liggen in blokken onder dat dak, zonder er contact mee te maken, overeenkomstig de ontwerpfilosofie van Van der Gaast, die een station beschouwde als een overkoepeling voor sociale en logistieke functies. Er was nog een andere bijzonderheid die destijds de aandacht trok: na station Amersfoort Centraal was dit het tweede Nederlandse station dat roltrappen kreeg.
Van der Gaast moest woekeren met de ruimte vanwege het talud van het nieuwe hoogspoor en de uitbreiding van de Spoorlaan tot 2×2 rijstroken, door de gemeente aangeduid als oostwestboulevard. De oplossing vond hij door enkel de stationshal en de traverse naar de sporen op de begane grond te plaatsen. Dienstruimtes, toiletten en het restaurant kwamen gelijk met de hooggelegen perrons te liggen, in blokken die haaks op de richting van het spoor en de Spoorlaan staan. Het restaurant vormde een overkapping voor het westelijk deel van het stationsplein, zodat de onderdoorgang naar het busstation gemarkeerd wordt door de schuin staande pylonen die het dak dragen. Door de zuinige omgang met het beschikbare oppervlak bleef er tussen station en Spoorlaan zelfs ruimte over voor een voorrijstrook voor afhalende auto's en taxi's.
Ten oosten van het station kwam aan de Spoorlaan een parkeerterrein. Daarachter en deels daarboven, op gelijke hoogte met de perrons, kwam een parkeerdek voor langparkeerders, waarvan de hellingbaan gemarkeerd werd door de vrijstaande klokkentoren, die vanwege de kleur en vlakverdeling bekendstaat als de wasknijper. Dit parkeerdek diende tevens als perron voor autoslaaptreinen.

## Ligging
Sinds de bouw van het eerste station heeft Tilburg zich naar het noorden en zuiden uitgebreid, waarbij het nieuwe gebouw min of meer op de noord-zuidas van de stad kwam te liggen. Vooral is de stad echter naar het westen gegroeid, door de aanleg van de Reeshof vanaf de jaren tachtig. Daardoor kwam het station aan de oostkant te liggen: de oostgrens van de aaneengesloten bebouwing, bepaald door het Wilhelminakanaal, ligt hemelsbreed op ruim anderhalve kilometer afstand, de westgrens van de Reeshof op acht kilometer.
Evenals het stadscentrum rond de Heuvel ligt het station ver aan de oostkant van de stad, terwijl het kleine Station Tilburg Universiteit (voorheen Tilburg West) door stadsuitbreidingen vrij centraal is komen te liggen. Nog westelijker ligt Tilburg Reeshof; de drie stations liggen op de lijn Breda – Tilburg – Eindhoven; door een aftakking bij Berkel-Enschot is ook 's-Hertogenbosch rechtstreeks bereikbaar.

## Stedenbouw
De renovatie van Station Tilburg in het begin van de 21e eeuw vindt plaats in het kader van grote stedenbouwkundige ingrepen in het centrum van Tilburg. Die werden noodzakelijk geacht om de effecten van twee hindernissen in de stad te neutraliseren: door de aanleg van het hoogspoor in de jaren vijftig en de ligging van de Hoofdwerkplaats Tilburg ten noorden van het station werd de stad in tweeën gedeeld.
Door het centrum van de stad liep in oost-westrichting een wal van meer dan een kilometer lang zonder noord-zuidverbinding voor wegverkeer. Ook was een stationspassage naar de noordkant van de stad onmogelijk. Ten noorden van het spoor ontstonden woonwijken, terwijl de zuidzijde zich ontwikkelde met stedelijke commerciële en sociale functies: kantoren aan de Spoorlaan, het winkelgebied rond de Heuvelstraat en het uitgaansgebied rond de Heuvel en het Piusplein. Deze functies kregen ruimtenood, terwijl het gebied aan de noordzijde, slechts enkele honderden meters verderop, zich niet ontwikkelde.
Vooruitlopend op het onvermijdelijke vertrek van de NS-werkplaats werd al vanaf de jaren zeventig het Structuurplan Spoorzone ontwikkeld om de tweedeling van de stad aan te pakken. Dit heeft geleid tot de huidige Spoorzone, waarin vooral aan de noordzijde kantoren, horeca en sociale en culturele instellingen ontwikkeld worden. In dit kader passen de twee nieuwe noord-zuidverbindingen voor langzaam verkeer: tussen de Spoorlaan en de Burgemeester Brokxlaan lopen de stationspassage voor voetgangers en de Willem II-passage, die enkele honderden meters oostelijker ligt en vooral een fietsroute is.
De Spoorlaan aan de zuidzijde verliest een deel van zijn traditionele functie van toevoersader voor het autoverkeer naar het station. Passend bij de omzetting van de Cityring Tilburg naar kloksgewijs eenrichtingsverkeer is de Spoorlaan teruggebracht van 2×2 rijstroken naar 2 stroken, zonder gelegenheid voor automobilisten om treinreizigers op te pikken; deze functie is overgegaan naar de Burgemeester Brokxlaan aan de noordkant van het station.
Het busstation aan de Spoorlaan is volledig nieuw ontworpen en gebouwd en heeft naar het westen een busbaan om niet gehinderd te worden door het eenrichtingsverkeer op de Cityring. Tot de heropening op 10 maart 2019 was er gedurende enkele jaren een provisorisch busstation aan de noordzijde van het station.

## Renovatie

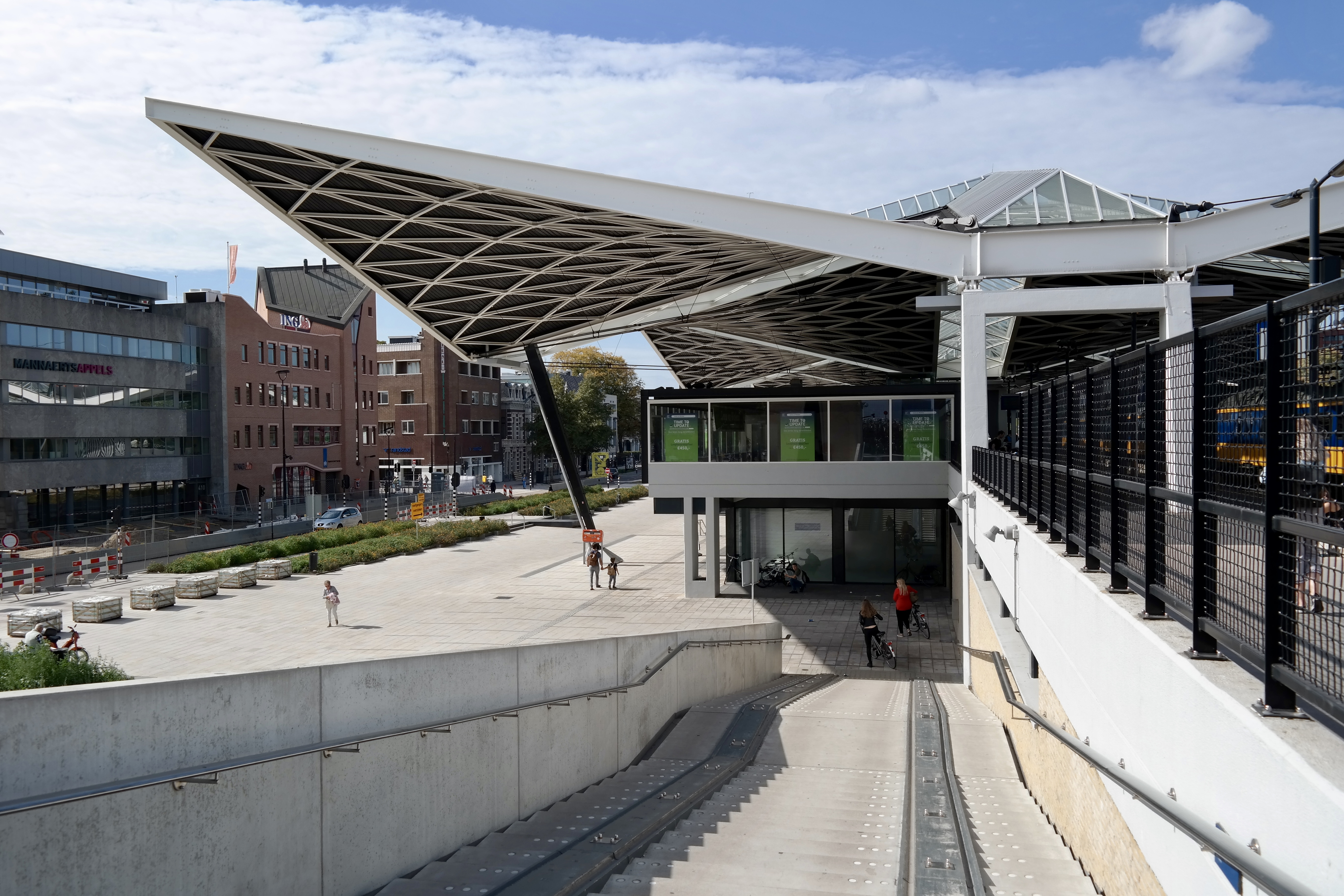
Het station na renovatie vanuit oostelijke richting

Het station en de omgeving worden grootschalig vernieuwd: het totale project duurt van 2013 tot 2025 en omvat een strook van ruim een kilometer lang, met breedtes rond de driehonderd meter, lopend vanaf het NS-plein tot de Gasthuisring. Het volgt op de realisatie van de Spoorzone op het gebied van de vroegere Hoofdwerkplaats Tilburg en is daar deels een uitvloeisel van. Het project omvat de opening van het station naar het Stekelenburgplein en de Brokxlaan aan de noordzijde en de herverdeling van stedelijke functies naar die noordzijde. Ook de verkeersstroom en de parkeerplaatsen verhuizen naar de noordkant. Het adres van het station, voorheen Spoorlaan 35, is veranderd in Stationspassage 9.
Het station zelf en het voorterrein aan de Spoorlaan worden volledig opnieuw ingedeeld. Het geheel krijgt groot onderhoud, met name aan het beeldbepalende dak. Het busstation aan de zuidwestzijde werd volledig vervangen door een half overdekt station, zodat er gedurende enkele jaren een tijdelijk busstation aan de noordzijde nodig was. De parkeerterreinen aan de zuidoostzijde, die door de stedenbouwkundige herschikking hun functie verloren hebben, worden opnieuw ingericht. 

### Fase 1
Station Tilburg is van begin 2013 tot maart 2019 vernieuwd en voorzien van een tweede entree aan de noordzijde. Daardoor kon er een brede passage door het station gemaakt worden, ter vervanging van de smalle traverse vanaf de Spoorlaan, die ophoudt bij het eilandperron aan de noordzijde en nu als dienstgang gebruikt wordt. In oktober 2014 werd daartoe een 6,6 miljoen kilo wegende tunnel onder het station geschoven. Deze brede tunnel herbergt niet alleen de eigenlijke passage, maar ook de perronhal aan de oostkant en de commerciële ruimtes aan de westkant, die NS Stations Retailbedrijf beschikbaar stelt voor horeca en winkels. Hier zijn onder andere AH to go en Bruna gevestigd.
De vloer van de nieuwe passage onder de sporen ligt anderhalve meter lager dan de oude, die op straatniveau ligt en vanwege het lage dak als benauwd werd ervaren. De stationshal, met grote ramen in de lange kant, die naar de Spoorlaan gekeerd is, ligt tussen beide passages in. Tegenover de ramen, waar voorheen de loketten waren, liggen nu commerciële ruimtes. Evenals voorheen heeft de hal aan beide einden uitgangen naar het stationsplein, maar aan de oostkant moet men nu een trap van anderhalve af vanwege de verlaging van het plein bij de nieuwe passage, die de Spoorlaan verbindt met de noordkant van de stad, in het bijzonder met het nieuwe stationsplein (Johan Stekelenburgplein) en de Burgemeester Brokxlaan.

#### Fietsenstallingen
Onder het station lag een fietsparkeerkelder, die opviel door de krap bemeten en dus steile en smalle helling. Op deze plaats is de nieuwe stationspassage gekomen, zodat er voor enkele jaren drie tijdelijke fietsenstallingen kwamen. Aan de centrumzijde kwamen er twee: een onbetaalde en een betaalde. De eerste was onoverdekt en onbewaakt en werd gerealiseerd op het oostelijke deel van het perron langs Spoor 1, het gedeelte dat oorspronkelijk bedoeld was voor langparkeerders en voor toegang tot de autoslaaptrein. De al aanwezige hellingbaan werd door aanleg van trappen geschikt gemaakt voor het lopen met een fiets aan de hand. Een tweede, bewaakte, betaalde en overdekte stalling lag iets verder van het station, in een loods die aan de Spoorlaan gebouwd werd op het voormalige parkeerterrein. Een deel van dat terrein was al jaren in gebruik als gratis fietsenstalling, maar deze is volledig ontruimd. Een derde stalling kwam er aan de noordzijde van het station, op het Stekelenburgplein, waar een gedeelte afgezet werd met hekken en voorzien van fietsklemmen. Dit terrein was aanvankelijk onbewaakt, maar mede omdat het voortdurend overvol was, kwam er in 2019 toezicht. Er waren 4.600 gratis fietsenklemmen; na de verbouwing is dit aantal verhoogd tot 4.700.
Begin 2013 besloot het college van burgemeester en wethouders om het zogenoemde ruimgebied voor fietsen uit te breiden. Verkeerd gestalde fietsen kunnen worden geruimd bij dit station, met voorafgaand een waarschuwingskaartje aan de fiets.

#### Dak
Een belangrijk en tijdrovend onderdeel van de renovatie was het groot onderhoud aan het dak. Vanwege de moeilijke vorm was onderhoud en schoonmaak lastig en waren de doorlopende daklichten al vele jaren vrijwel ondoorzichtig: veel Tilburgers wisten niet anders. Met anderhalf jaar groot onderhoud is de door de architect gewenste transparantie hersteld en werd de vlakverdeling van het dak weer helder. Vanaf 2023 zijn verdere werkzaamheden gepland.

### Fase 2
Hoewel de verbouwing een continu proces is, kwam de verbouwing in de eerste helft van 2019 in rustiger vaarwater. De renovatie van het stationsgebied richtte zich vooral op de omgeving van het station: de bouw van twee grote fietsenstallingen en de afwerking van de entree vanaf de Spoorlaan. Dit duurde tot eind 2021, daarna wordt het versleten Perron 1 van een nieuwe toplaag voorzien. Ook wordt Perron 4 ingericht, waarvan het casco is gebouwd bij de aanleg van het Stekelenburgplein. Dit project moet in het najaar van 2023 klaar zijn. Eind 2023 of in het volgende jaar wordt de dakbedekking van het station vernieuwd, wat minstens tot 2025 duurt.

## OV-chipkaart
De perrons zijn bereikbaar via een rij OVC-poortjes aan de oostzijde van de nieuw aangelegde stationspassage. Door deze opstelling blijft de stedelijke noord-zuidverbinding vrij voor wandelaars zolang het station open is. Poortjes zijn eveneens geplaatst bij de toegang vanaf de fietsenstalling die ten oosten van het station is ingericht op het vroegere parkeerdek voor langparkeerders.

## Verbindingen
In Tilburg stoppen treinen in de richting Eindhoven, 's-Hertogenbosch en Breda. Het busstation vormt een knooppunt voor regionaal en stedelijk vervoer, dat sinds december 2014 door Arriva verzorgd wordt. De Belgische vervoerder De Lijn rijdt streekbus 45 richting Station Turnhout.
Treinseries die stoppen in Tilburg tijdens de dienstregeling 2025:
| Serie | Treinsoort     | Route | Bijzonderheden |
| ----- | -------------- | --- | --- |
| 1100  | Intercity (NS) | Den Haag Centraal – Den Haag HS – Delft – Rotterdam Centraal – Breda – Tilburg – Eindhoven Centraal                 | Via HSL. Stopt niet in Schiedam Centrum en Rotterdam Blaak.                                                                            |
| 3600  | Intercity (NS) | Roosendaal – Breda – Tilburg – 's-Hertogenbosch – Nijmegen – Arnhem Centraal – Dieren – Zutphen – Deventer – Zwolle | |
| 6400  | Sprinter (NS)  | Tilburg Universiteit – Tilburg – Eindhoven Centraal – (Weert)                                                       | Rijdt tussen 20:00 en 22:00 uur en op zondag 1x/uur tussen Eindhoven Centraal en Weert. Rijdt na 22:00 uur 1x/uur op het hele traject. |
| 6600  | Sprinter (NS)  | Dordrecht – Breda – Tilburg – 's-Hertogenbosch – Nijmegen – Arnhem Centraal                                         | Rijdt alleen doordeweeks tot 19:00 uur tussen Nijmegen en Arnhem Centraal v.v.                                                         |
| 21410 | Intercity (NS) | Rotterdam Centraal – Tilburg – Eindhoven Centraal                                                                   | Nachtnet. Rijdt alleen in de nachten volgend op vrijdag en zaterdag.                                                                   |
| 21420 | Intercity (NS) | Tilburg – 's-Hertogenbosch                                                                                          | Nachtnet. Rijdt alleen in de nachten van vrijdag op zaterdag en zaterdag op zondag.                                                    |

Na 22:00 uur rijdt de Intercity richting Zwolle (3600-serie) niet verder dan Arnhem Centraal. De laatste trein rijdt zelfs niet verder dan 's-Hertogenbosch. Na middernacht rijdt de laatste sprinter richting Nijmegen (6600-serie) niet verder dan 's-Hertogenbosch. Verder rijden de laatste twee sprinters richting Weert (6400-serie) niet verder dan Eindhoven Centraal.

## Herdenking
Voor de personeelsleden van het station die gesneuveld zijn tijdens de Tweede Wereldoorlog hangt er zowel in de stationshal als in de voormalige hoofdwerkplaats een plaquette met zes namen voor het gevallen spoorwegpersoneel.

## Fotogalerij

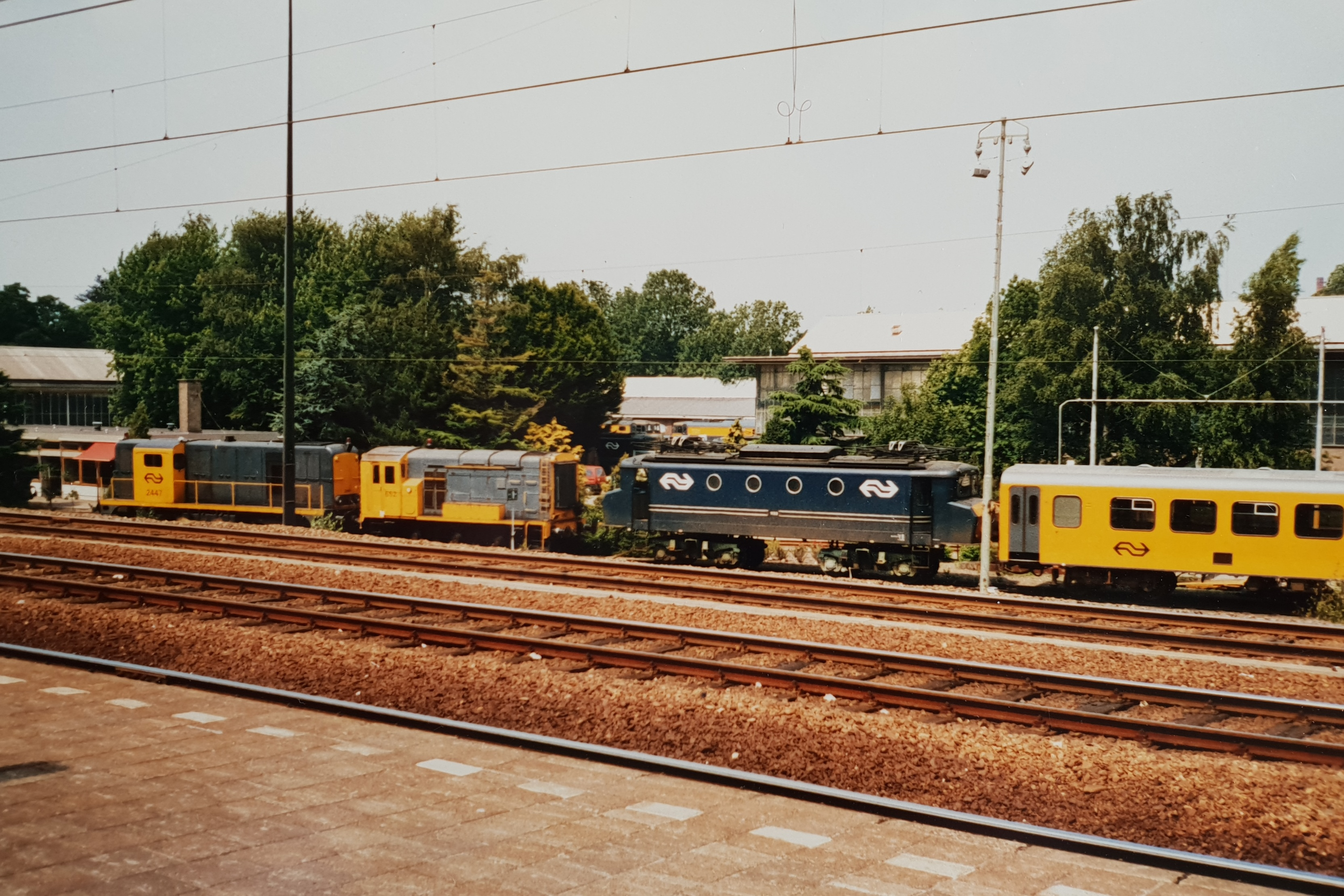
1986. NS-werkplaats ten noorden van het station
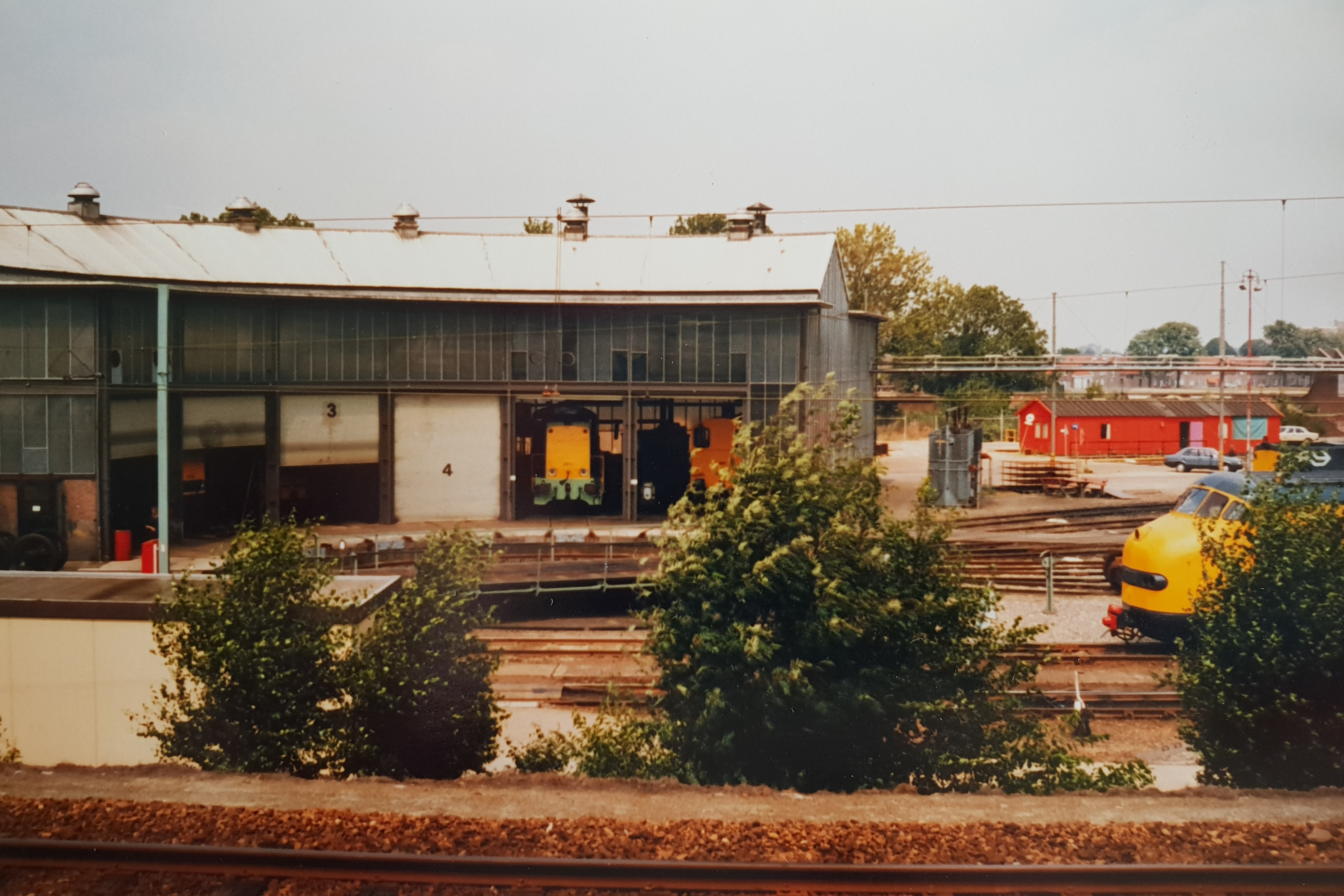
1986. De polygonale loods voor reparaties aan locomotieven. Ervoor ligt de draaischijf.
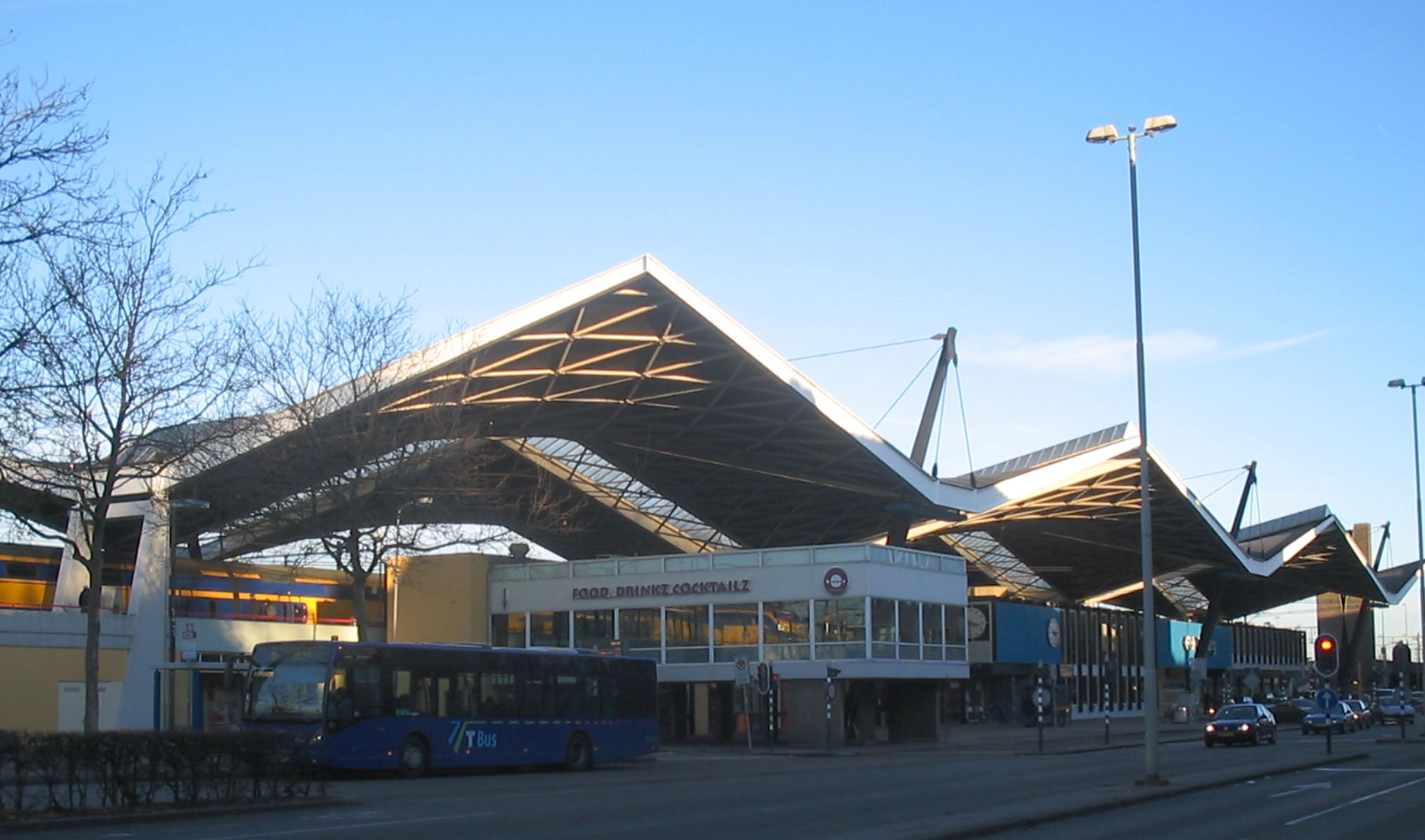
2005. Het centrale witte blok is de stationsrestauratie
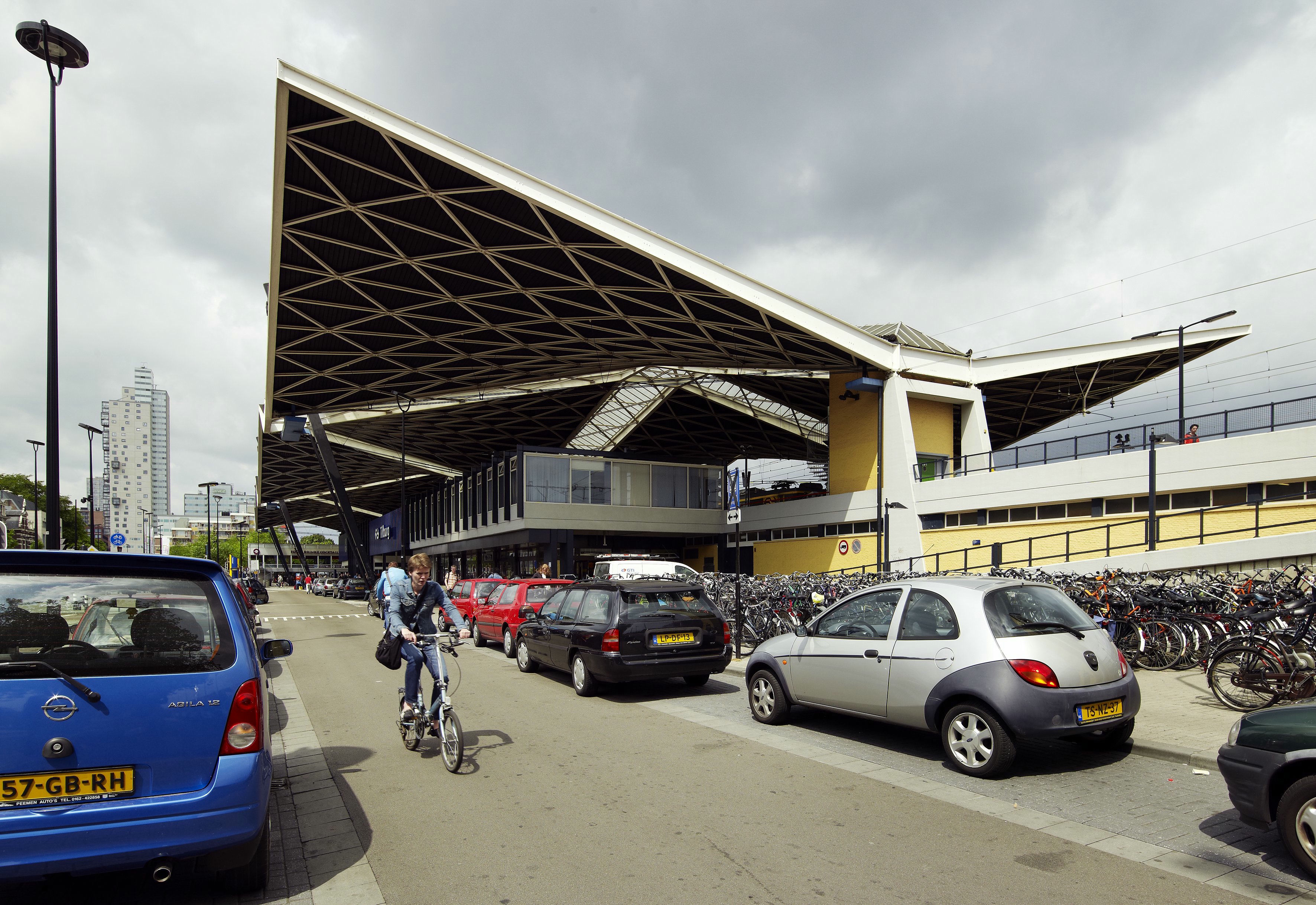
2009. Rechts de oprit naar het verhoogde parkeerdek, op de achtergrond de StadsHeer.
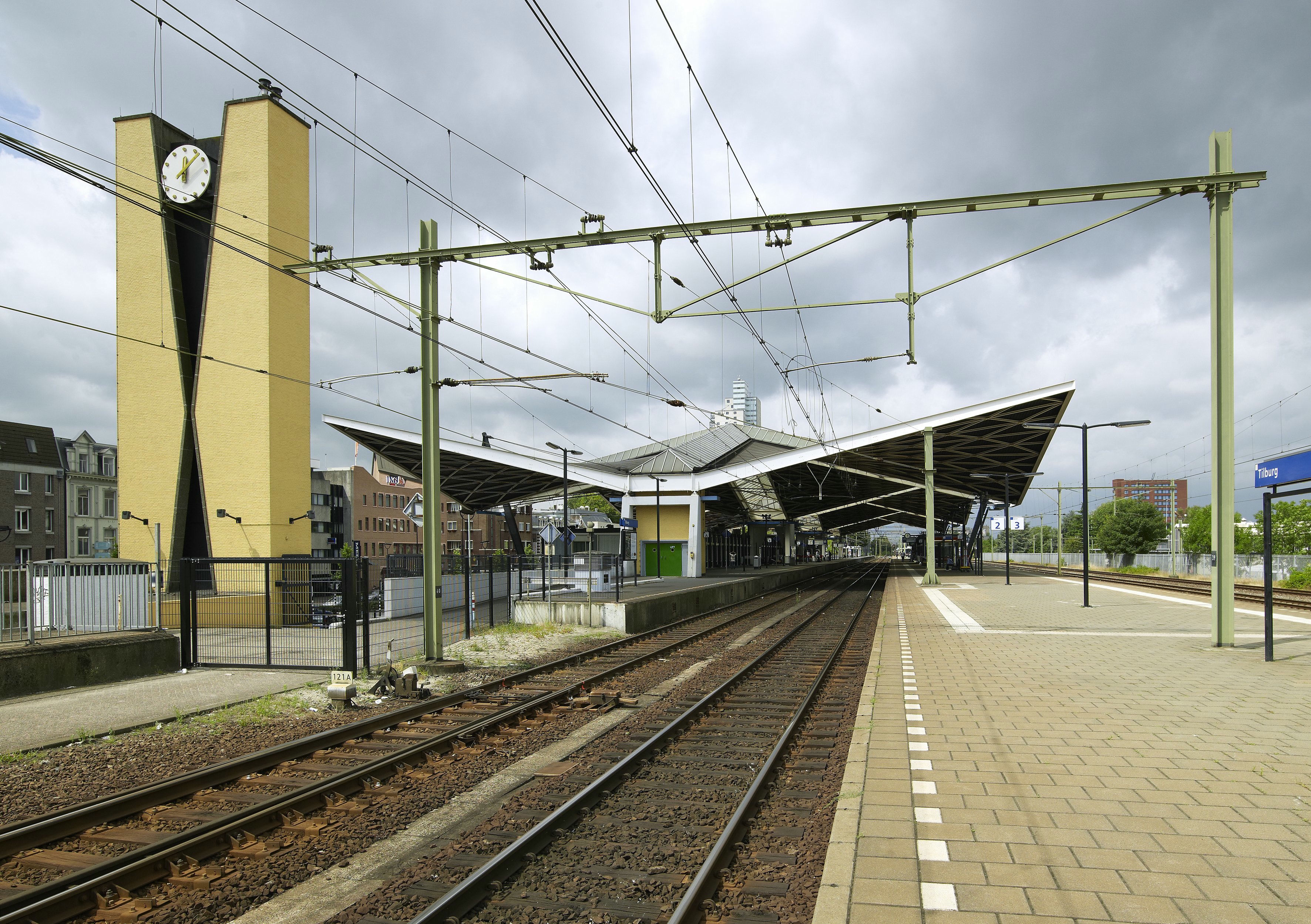
2009. De klokkentoren, bijgenaamd 'de wasknijper', gezien vanaf het eilandperron.
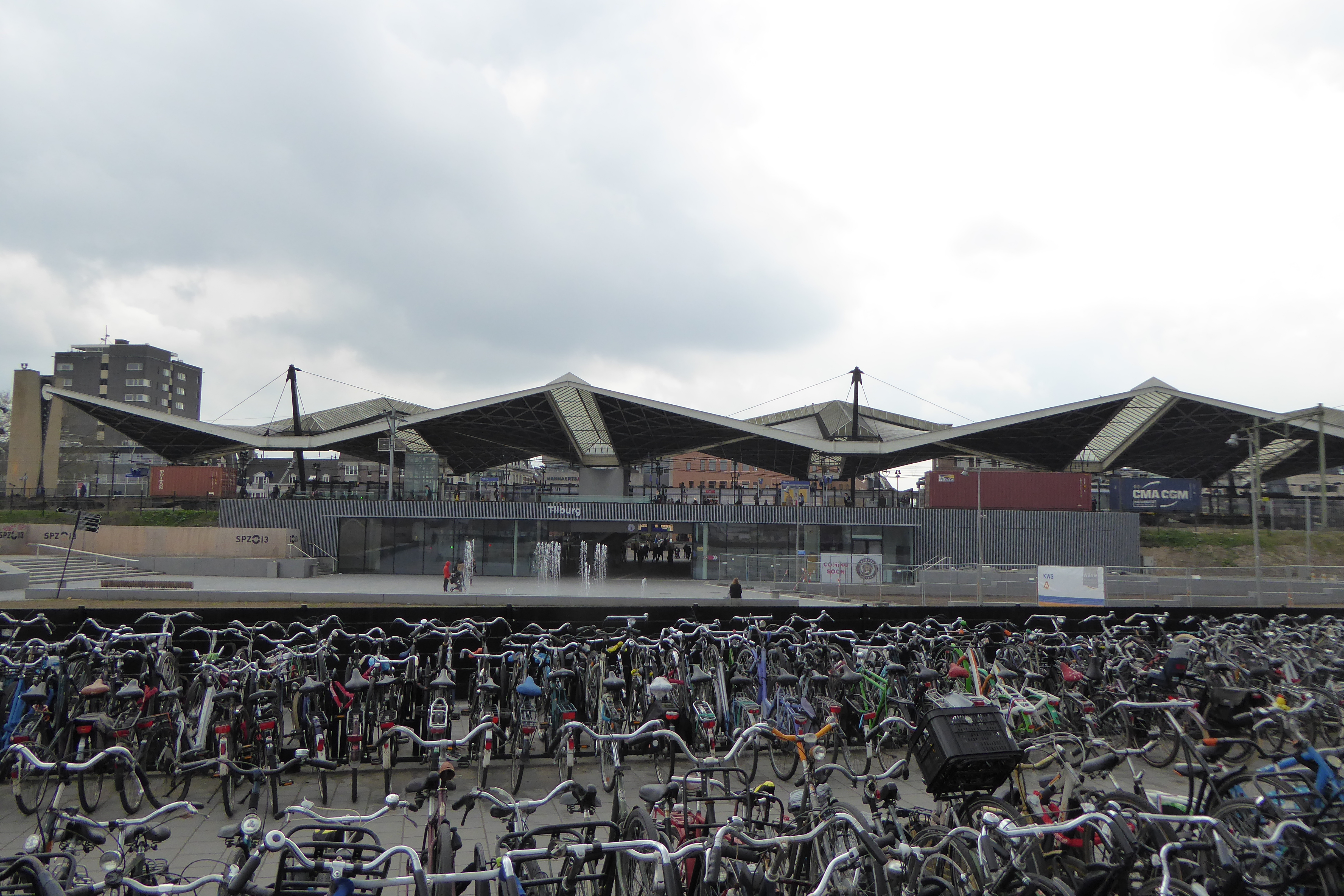
1 april 2017: fietsenzee op het Burgemeester Stekelenburgplein tijdens de renovatie
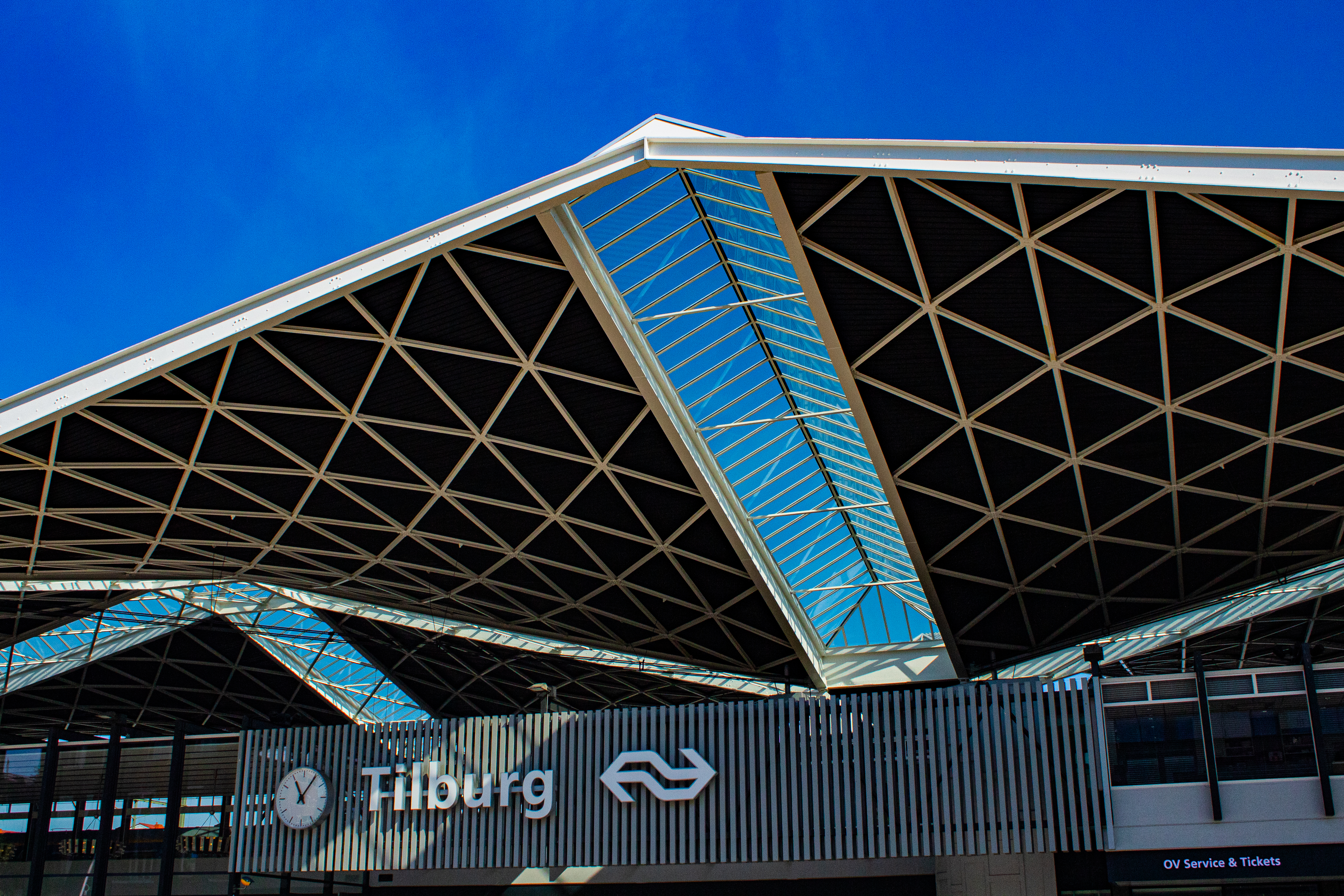
Station Tilburg na de renovatie in 2019
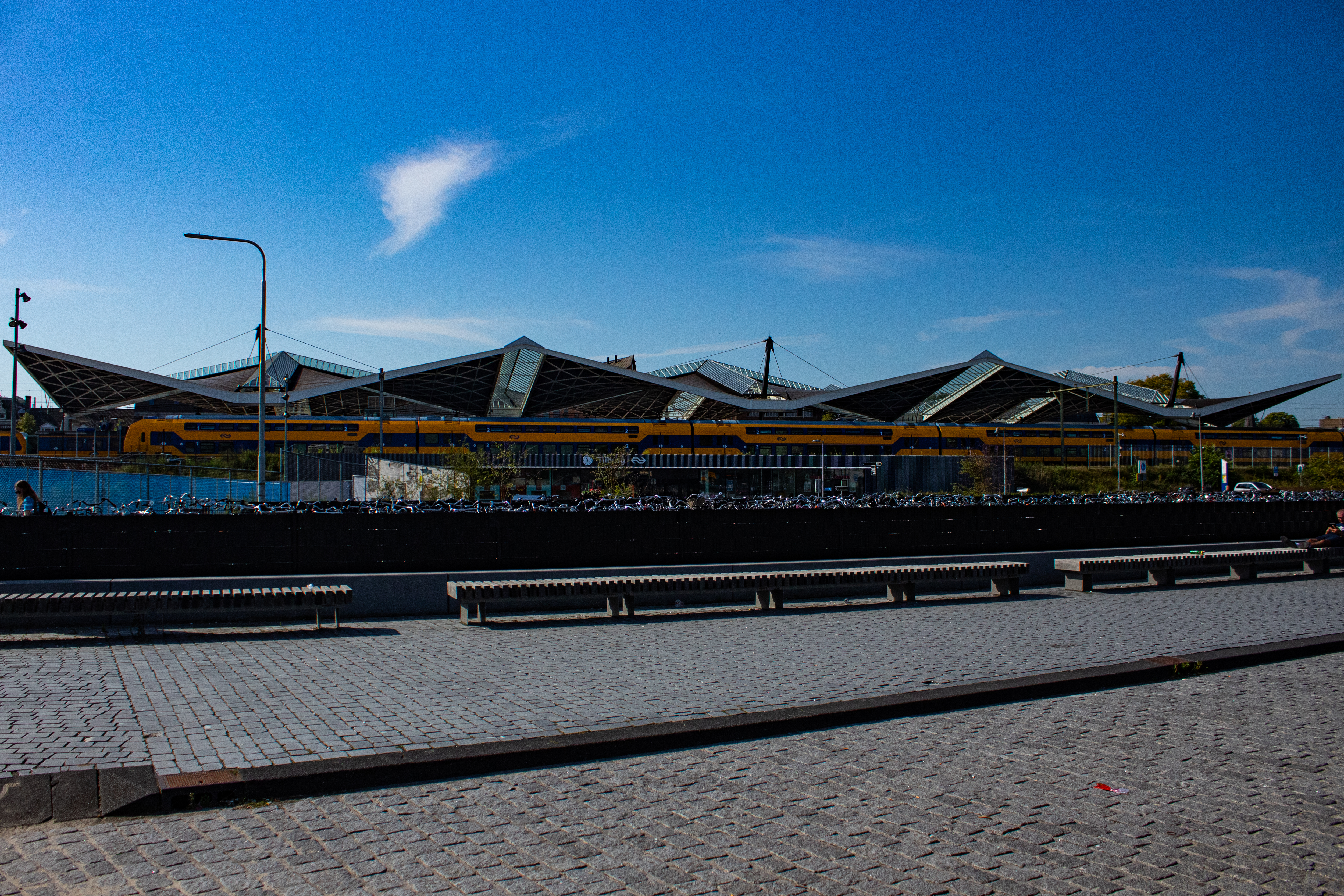
Station Tilburg na de renovatie in 2019 vanaf het Burgemeester Stekelenburgplein
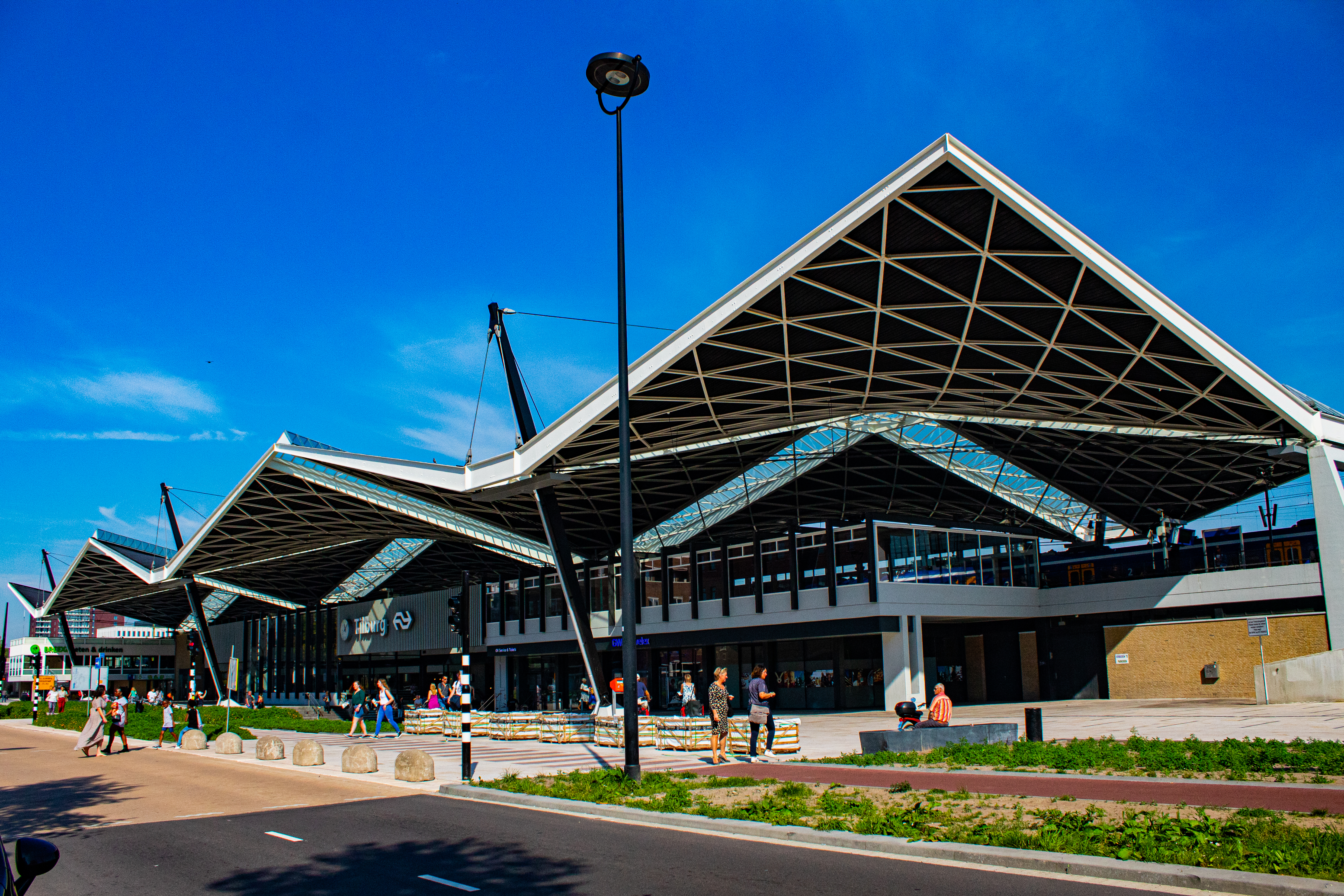
Station Tilburg na de renovatie in 2019 aan de kant van de Spoorlaan
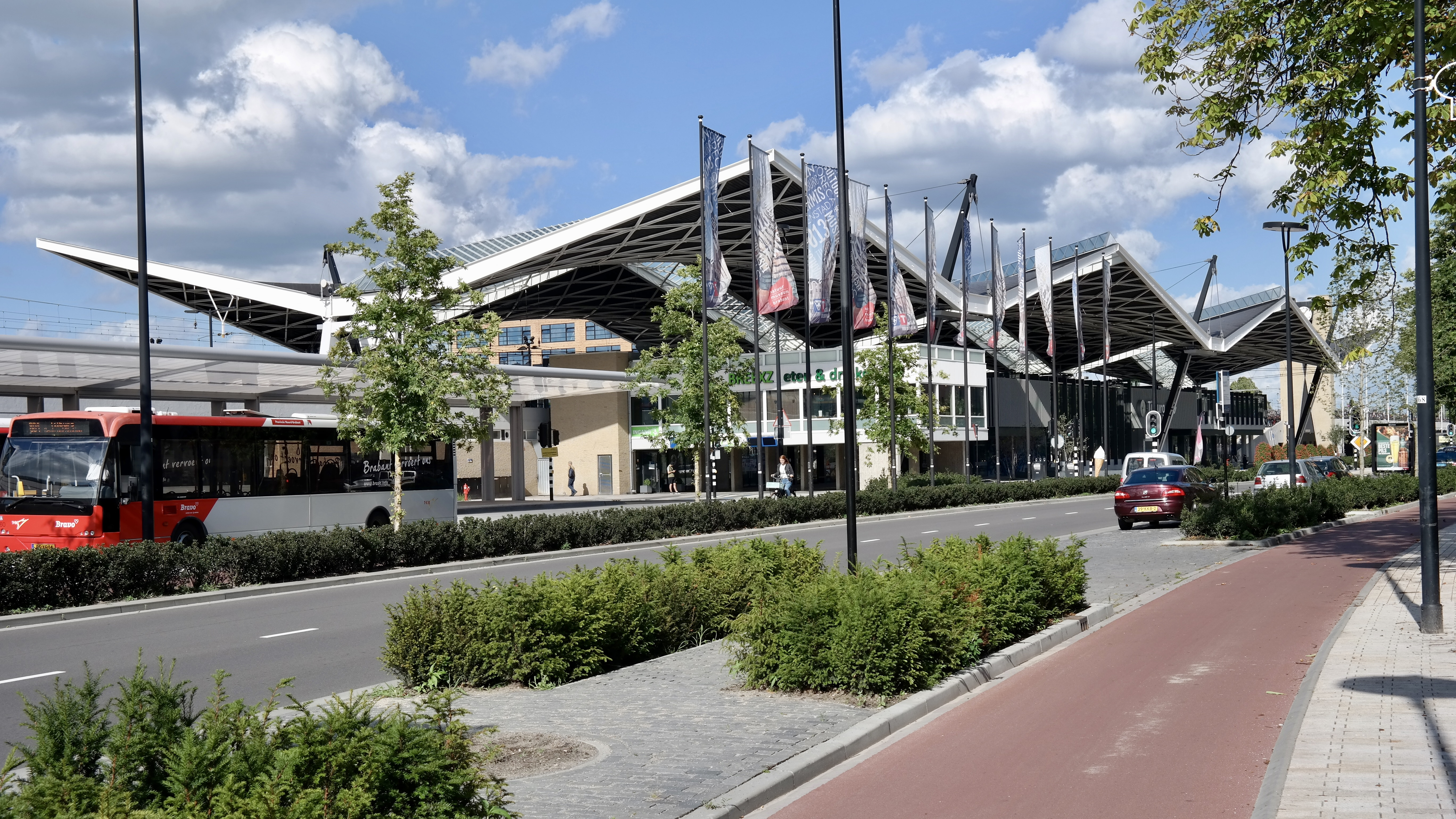
Het station in 2020 gezien vanaf de Spoorlaan vanuit het westen
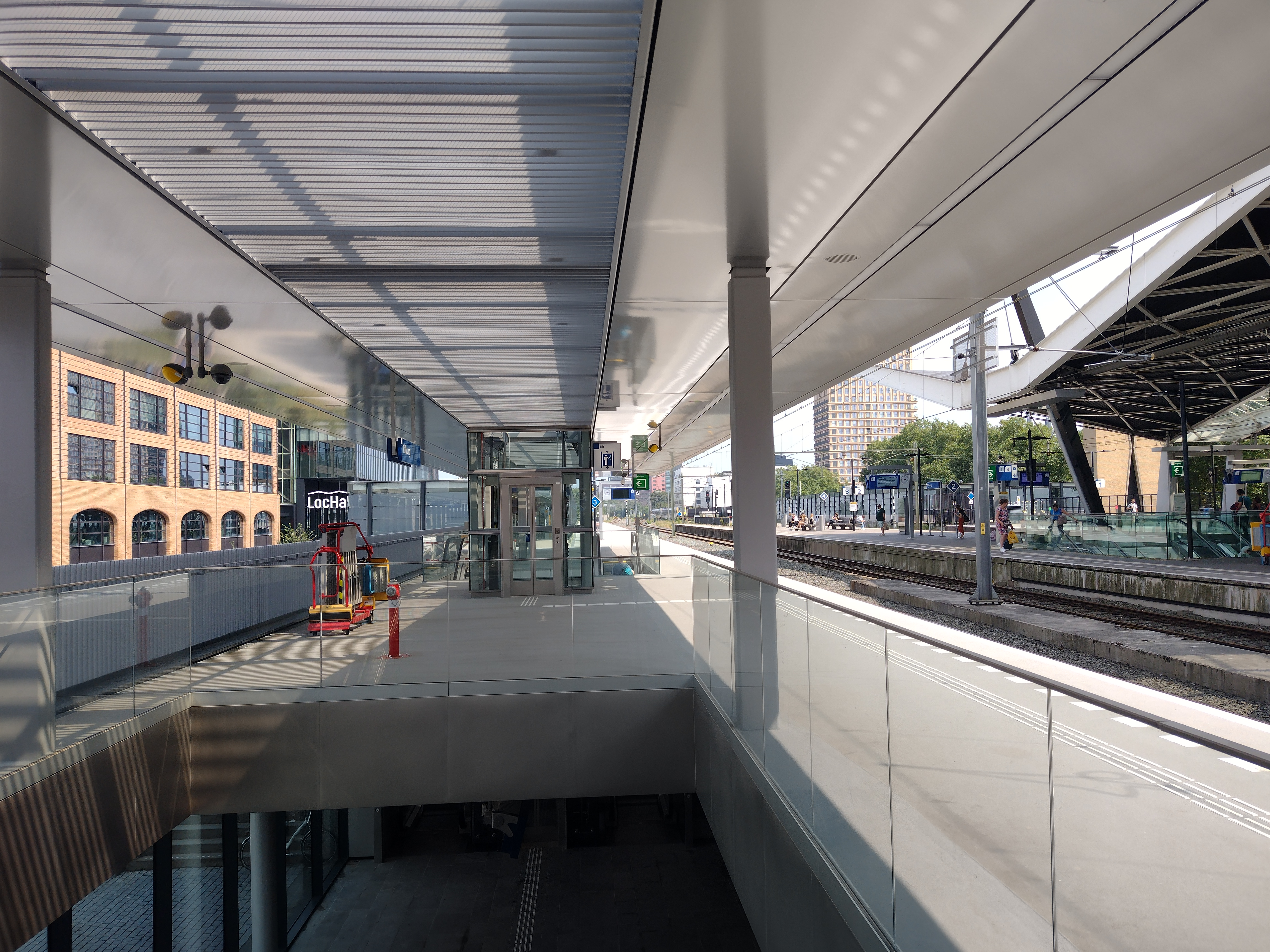
Nieuw perron in 2024

## Ontwikkeling aantal reizigers
Het aantal door NS vervoerde reizigers (per gemiddelde werkdag) ontwikkelde zich sedert 2019 als volgt:
| Jaar | Aantal reizigers |
| ---- | ---------------- |
| 2019 | 38.802           |
| 2020 | 17.379           |
| 2021 | 19.865           |
| 2022 | 28.926           |
| 2023 | 32.679           |
| 2024 | 31.144           |